# Арканвил
Арканвил (фр. Harcanville) насеље је и општина у северној Француској у региону Горња Нормандија, у департману Приморска Сена која припада префектури Руан.
По подацима из 2011. године у општини је живело 477 становника, а густина насељености је износила 63,77 становника/km². Општина се простире на површини од 7,48 km². Налази се на средњој надморској висини од 130 метара (максималној 156 m, а минималној 108 m).

## Демографија
| 1962. | 1968. | 1975. | 1982. | 1990. | 1999. | 2011. |
| ----- | ----- | ----- | ----- | ----- | ----- | ----- |
| 404   | 411   | 419   | 440   | 384   | 403   | 477   |

График промене броја становника у току последњих година